# 권설 탄음
권설 탄음(卷舌彈音)은 닿소리 중 하나이다.

## 발음의 특징
- 혀를 튕겨서 내는 탄음이다.
- 혀끝을 말아 만드는 권설음이다.
- 인도아리아어군 언어에 많이 보이는 음가로, 혀끝을 앞쪽 경구개에 대고 어중의 ㄹ을 발음하면 이 소리가 된다.

## 국제 음성 기호
ɽ로 표기하며, 이에 대응하는 X-SAMPA는 r`이다. 

## 발음의 예시
- 벵골어: ড়ি에서 이 소리가 난다.
- 하우사어: r에서 이 소리가 난다.
- 오키나와어: 모음과 모음 사이의 r에서 변이음으로 난다.
- 오리야어: 모음 뒤에 오는 ଡ, ଢ에서 변이음으로 난다.

## 같이 보기
- 국제음성기호